# چربی پلک
چربی پلک یا زانتلاسما و گزانتلاسما  (انگلیسی: Xanthelasma) برآمدگی زردرنگ، سفت و کوچکی است که زیر پوست پلک بنا به‌علتی که به‌خوبی مشخص نیست، تشکیل می‌شود و بی‌ضرر است. افراد ممکن است از نظر زیبائی تمایل به خارج کردن آن داشته باشند ولی این عارضه اغلب عود می‌کند.
چربی پلک اختلال شایعی است که روی سطح قدامی پلک ایجاد می‌شود و معمولاً به‌طور دوطرفه، نزدیک زاویه داخلی چشم ظاهر می‌گردد. این ضایعات به صورت لکه‌های زردرنگ چروکیده روی پوست ظاهر می‌شوند
و اکثراً در افراد مسن دیده می‌شوند. زانتلاسما مربوط به رسوب چربی در برخی سلول‌های پوست سطحی پلک است. این ضایعات در مبتلایان به حالت افزایش چربی خانوادگی، دیابتی‌ها، و سایر مبتلایان به (افزایش چربی به علت خاص) ایجاد می‌شود... اما حدود دو سوم مبتلایان به این مشکل سطح چربی طبیعی دارند. درمان از نظر زیبایی انجام می‌شود. ضایعات را می‌توان برداشت و یا با کوتر سوزاند و یا با لیزر جراحی کرد. عود ضایعه پس از برداشت آن غیرمعمول نیست.